# Dybowskiella rossica
Dybowskiella rossica is een mosdiertjessoort uit de familie van de Fistuliporidae. De wetenschappelijke naam van de soort is voor het eerst geldig gepubliceerd in 1904 door Stuckenberg.